# میگروس ترک

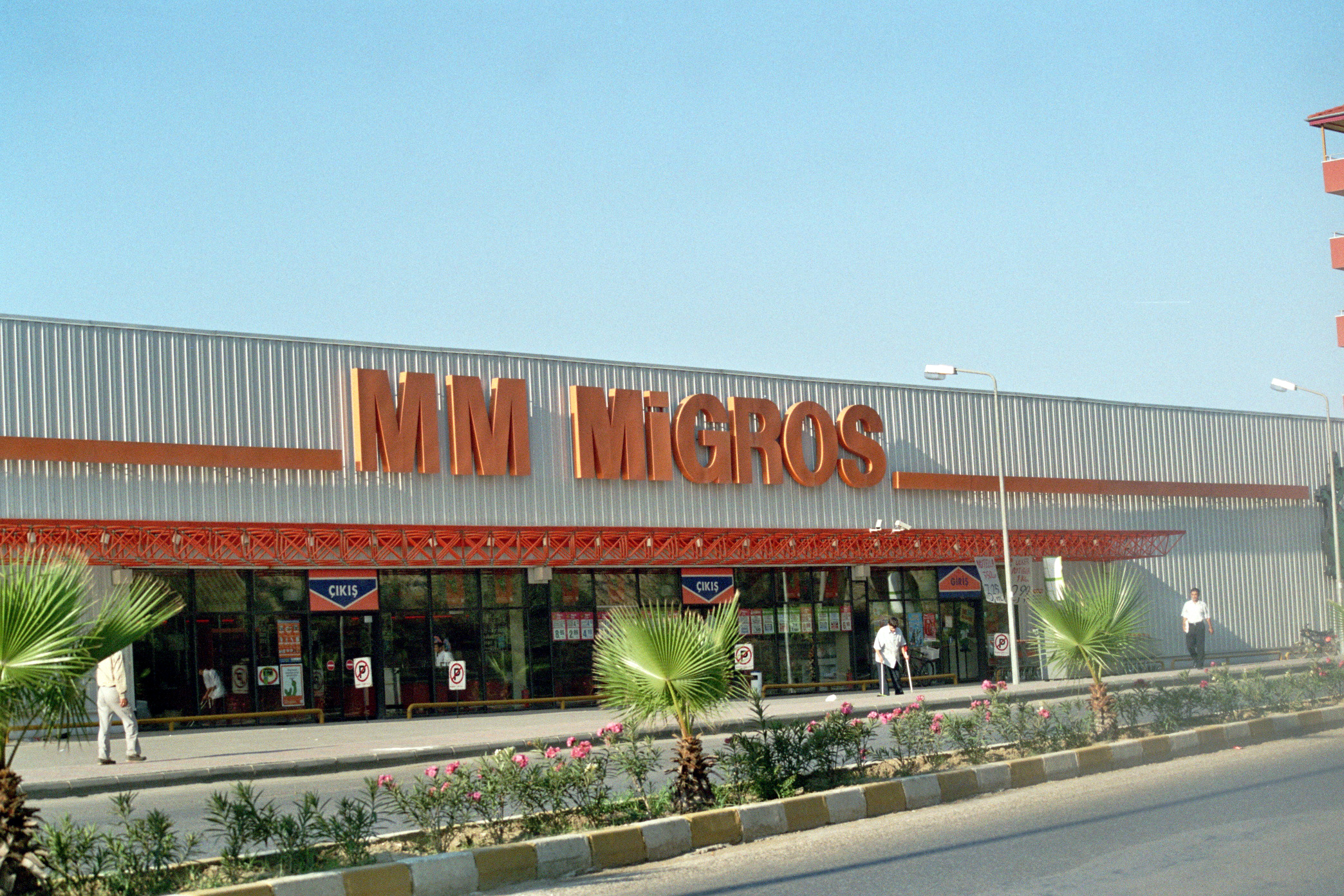
شعبه‌ای از میگروس ترک در ماناوگات

میگروس ترک (به ترکی استانبولی: Migros Türk) شرکت خرده‌فروشی ترکیه‌ای است، که هم‌اکنون مالک شبکه‌ای از ۷۳۳ شعبه سوپرمارکت در ترکیه، جمهوری آذربایجان، بلغارستان، قزاقستان، جمهوری مقدونیه و روسیه می‌باشد.
شرکت میگروس ترک در سال ۱۹۵۴ توسط شرکت سوئیسی میگرو در بی‌اوغلو، استانبول تأسیس شد. در سال ۱۹۷۵ اکثریت سهام این شرکت توسط شرکت کوچ هولدینگ خریداری شد.
دفتر مرکزی شرکت میگروس ترک در شهر استانبول، قرار دارد و بخشی از سهام آن در بازار بورس استانبول معامله می‌شود.